# Telstra
Telstra Group — крупнейшая телекоммуникационная компания Австралии, предоставляющая интернет-услуги, а также услуги телефонии, мобильной связи, кабельного телевидения.

## История
В 1901 году была создана единая почтовая служба Австралии (англ. Australian Postmaster-General's Department), которая предоставляла почтовые, телефонные и телеграфные услуги. В 1946 году была создана отдельная служба международной телефонной связи. В июне 1975 года от почтовой службы была отделена Австралийская телекоммуникационная комиссия (Australian Telecommunications Commission, сокращённо Telecom Australia). В 1991 году была произведена дерегуляция рынка связи Австралии, тогда же появился первый конкурент, компания Optus. В 1992 году Telecom Australia поглотила службу международной телефонной связи и сменила название на Australian and Overseas Telecommunications Corporation Limited (AOTC), в следующем году название было упрощено до Telstra Corporation. На тот момент Telstra имела оборот около 7 млрд долларов, владела третьей крупнейшей сетью подводных кабелей в мире, развитую сеть стационарной и сотовой связи, а также кабельного телевидения в Австралии, присутствовала в ряде стран Азии (Индокитай, Гонконг, Таиланд, Филиппины и Казахстан).
В июле 1997 года телекоммуникационный рынок был полностью открыт для конкуренции, а в ноябре того же года началась приватизация Telstra, треть её акций были размещены на Австралийской, Нью-Йоркской и Новозеландской фондовых биржах. Telstra стала крупнейшей компанией Австралии по размеру рыночной капитализации (A$43 млрд). Telstra получила эксклюзивные права на телекоммуникационные услуги во время Олимпийских игр в Сиднее в 2000 году, на модернизацию сети было потрачено A$400 млн. В октябре 2000 года был создан альянс с гонконгской компанией PCCW. В 2006 году доля государства в Telstra была сокращена до 17 % акций, которые были переданы Австралийскому суверенному фонду; фонд продал эти акции в 2011 году.
В 2006 году компания начала внедрение третьего поколения мобильной связи, а к 2015 году почти вся сеть была переведена на 4G.

## Деятельность
По состоянию на 2022 год у компании было 18,8 млн абонентов мобильной связи, 3,8 млн — кабельного телевидения и интернета, 960 тыс. — проводной телефонии. Более половины выручки приходится на розничных клиентов и малый бизнес, треть выручки — на телекоммуникационные услуги корпорациям и госучреждениям. На Австралию приходится 95 % выручки.
В списке крупнейших публичных компаний мира Forbes Global 2000 за 2023 год Telstra заняла 601-е место.
К 2019/20 финансовом году выручка Telstra составила 26,2 млрд долларов, Optus — 9,0 млрд долларов, а TPG Telecom — 4,4 млрд долларов.

## Руководство
| Год назначен | CEO              |
| ------------ | ---------------- |
| 1993         | В. Франк Блаунт  |
| 1999         | Зигги Свитковски |
| 2005         | Соломон Трухильо |
| 2009         | Дэвид Тоди       |
| 2015         | Эндрю Пенн       |
| 2022         | Вики Брейди      |